# Erika Moen
Erika Moen (1983) es una dibujante de cómics estadounidense, conocida por su cómic autobiográfico DAR y el comic educativo sexual Oh Joy, Sex Toy.

## Vida y carrera
Moen nació en 1983 y reside en Portland, Oregón. Se graduó en el Pitzer College con una licenciatura en Narración Ilustrada en 2006. Se identifica como queer. Ella y su esposo, el también artista Matthew Nolan, están casados desde octubre de 2008.
Moen es la creadora del cómic autobiográfico, en línea y autoeditado DAR!, que ha sido recopilado en volúmenes impresos autoeditados. También ha contribuido obras y antologías como Best Erotic Comics 2008 (Last Gasp), True Porn Volumen 2 (Alternative Comics), Flight Volume 1; y Unsafe for All Ages, una colección de cuentos eróticos de artistas gays y lesbianas publicada por Prism Comics en 2005. En 2004, Moen fue perfilada por Sequential Art como un nuevo talento prometedor "que se apodera del mundo del cómic con sus historias sobre la cultura queer, sexo, humor y chicas monas".
En 2011, comenzó a colaborar con el escritor de Marvel Comics Jeff Parker en Bucko, un webcomic de farsa y misterio de asesinato ambientado en Portland. La historia concluyó en 2012 y fue publicada en un volumen recopilatorio por Dark Horse Comics.
Moen es miembro de Periscope Studio. Estuvo entre los artistas de cómics presentados en la sexta exposición anual de arte de cómics de Stumptown en abril y mayo de 2010 en el Centro de Artes Escénicas de Portland.
Desde abril de 2013, Moen ha estado trabajando a tiempo completo en su actual proyecto de webcomic Oh Joy, Sex Toy, que se centra en "reseñas de todo lo relacionado con el sexo, la sexualidad y la industria del sexo". La serie, que se actualiza con una nueva reseña todos los martes, ha atraído una gran atención positiva, incluida una referencia en la columna de consejos de Dan Savage, Savage Love. Las tiras también se han distribuido en varios sitios web, incluidos Bitch Media y Fleshbot.
Además de su trabajo en cómics, Erika trabajó como asistente de producción en el departamento de guiones gráficos de la película 3D Stop Motion Coraline de Henry Selick.